# Championnats du monde de lutte 1997
Les  Championnats du monde de lutte 1997 se sont tenus du 10 au 12 juillet 1997 à Clermont-Ferrand pour la lutte féminine, du 28 au 31 août 1997 à Krasnoïarsk pour la lutte libre et du 10 au 13 septembre 1997 à Wrocław pour la lutte gréco-romaine. 

## Hommes

### Lutte gréco-romaine
| Épreuves | Or                         | Argent                    | Bronze                      |
| -------- | -------------------------- | ------------------------- | --------------------------- |
| 54 kg    | Ercan Yıldız (TUR)         | Vahan Juharyan (ARM)      | Alfred Ter-Mkrtychyan (GER) |
| 58 kg    | Yuriy Melnichenko (KAZ)    | Rafik Simonyan (RUS)      | Armen Nazaryan (BUL)        |
| 63 kg    | Şeref Eroğlu (TUR)         | Nikolay Monov (RUS)       | Włodzimierz Zawadzki (POL)  |
| 69 kg    | Son Sang-pil (KOR)         | Aleksandr Tretyakov (RUS) | Ender Memet (ROU)           |
| 76 kg    | Marko Yli-Hannuksela (FIN) | Tamás Berzicza (HUN)      | Filiberto Azcuy (CUB)       |
| 85 kg    | Sergey Tsvir (RUS)         | Hamza Yerlikaya (TUR)     | Thomas Zander (GER)         |
| 97 kg    | Gogi Koguashvili (RUS)     | Anatoly Fedorenko (BLR)   | Andrzej Wroński (POL)       |
| 130 kg   | Aleksandr Karelin (RUS)    | Mihály Deák-Bárdos (HUN)  | Héctor Milián (CUB)         |

### Lutte libre
| Épreuves | Or                              | Argent                  | Bronze                 |
| -------- | ------------------------------- | ----------------------- | ---------------------- |
| 54 kg    | Wilfredo García (CUB)           | Jin Ju-dong (PRK)       | Maulen Mamyrov (KAZ)   |
| 58 kg    | Mohammad Talaei (IRN)           | Ramil Islamov (UZB)     | Guivi Sissaouri (CAN)  |
| 63 kg    | Abbas Hajkenari (IRN)           | Cary Kolat (USA)        | Magomed Azizov (RUS)   |
| 69 kg    | Arayik Gevorgyan (ARM)          | Hwang Sang-ho (KOR)     | Zaza Zazirov (UKR)     |
| 76 kg    | Buvaisar Saitiev (RUS)          | Alexander Leipold (GER) | Miroslav Gochev (BUL)  |
| 85 kg    | Les Gutches (USA)               | Eldar Assanov (UKR)     | Alireza Heidari (IRN)  |
| 97 kg    | Kuramagomed Kuramagomedov (RUS) | Ahmet Doğu (TUR)        | Eldar Kurtanidze (GEO) |
| 130 kg   | Zekeriya Güçlü (TUR)            | Alexis Rodríguez (CUB)  | David Musulbes (RUS)   |

## Femmes
| Épreuves | Or                        | Argent                  | Bronze                 |
| -------- | ------------------------- | ----------------------- | ---------------------- |
| 46 kg    | Zhong Xiue (CHN)          | Mette Barlie (NOR)      | Farah Touchi (FRA)     |
| 51 kg    | Joanna Piasecka (POL)     | Shannon Williams (USA)  | Miho Adachi (JPN)      |
| 56 kg    | Anna Gomis (FRA)          | Mariko Shimizu (JPN)    | Sara Eriksson (SWE)    |
| 62 kg    | Lise Golliot (FRA)        | Stéphanie Groß (GER)    | Małgorzata Bassa (POL) |
| 68 kg    | Christine Nordhagen (CAN) | Sandra Bacher (USA)     | Nina Englich (GER)     |
| 75 kg    | Kyoko Hamaguchi (JPN)     | Kristie Stenglein (USA) | Liu Dongfeng (CHN)     |